# 웨슬리주의

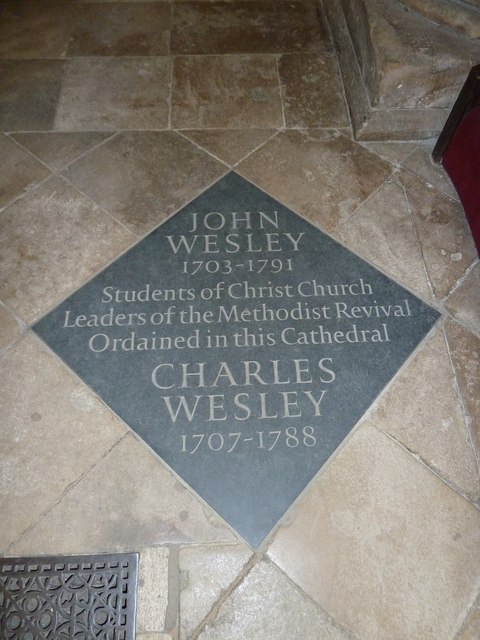
옥스퍼드 크라이스트 처치 대성당의 존 웨슬리와 찰스 웨슬리 기념비

웨슬리주의(-主義, 영어: Wesleyan 웨슬리안[*]) 혹은 웨슬리신학(-神學, Wesleyan theology)은 웨슬리-아르미니우스주의 신학 또는 감리교 신학으로도 알려져 있으며, 18세기 복음주의 개혁가 형제 존 웨슬리와 찰스 웨슬리의 사역에 기반을 둔 개신교 신학 전통이다. 더 넓게는 웨슬리 형제와 감리교의 조직신학자인 존 윌리엄 플레처와 같은 동시대 협력자들의 다양한 설교(예: 44편의 설교), 신학 논문, 서신, 일기, 저널, 찬가, 그리고 기타 영적 저술에서 추론된 신학 체계를 의미한다.
1736년, 웨슬리 형제는 기독교 선교사로서 미국 조지아 식민지로 여행을 떠났지만, 그들이 본 것에 낙심하여 돌아왔다. 두 사람 모두 나중에 "종교적 경험"을 가졌는데, 특히 존은 1738년에 모라비아 기독교인들에게 크게 영향을 받았다. 그들은 잉글랜드 국교회 내에서 개인적인 신앙과 성결에 초점을 맞춘 갱신 운동을 조직하기 시작했으며, 거듭남 이후 은혜 안에서의 성장의 중요성을 강조했다. 웨슬리 감리교의 독특한 죄의 정의는 "알려진 하나님의 율법에 대한 자발적인 위반"이다. 감리교 교리는 거듭남 이후의 기독교인의 삶이 성결로 특징지어져야 하며, 죄에 대해 승리하는 삶을 살아야 한다고 가르친다. 감리교 신앙의 "위대한 위탁"이라고 부르면서, 존 웨슬리는 완전 성화 교리—기독교인이 사랑 안에서 온전해지고 육적 본성에서 자유로워지게 하는 은혜의 사역—의 전파가 하나님이 세상을 위해 감리교인들을 일으키신 이유라고 가르쳤다.
오늘날 감리교회(성결 운동 포함)에 나타나는 웨슬리-아르미니우스 신학은 창시자, 특히 존 웨슬리와 야코부스 아르미니우스의 이름을 따서 명명되었는데, 이는 아르미니우스주의 신학의 한 부분이기 때문이다. 웨슬리 형제는 잉글랜드 국교회의 성직자였지만, 웨슬리 전통은 즉흥적인 설교, 복음 전도, 그리고 개인적인 신앙과 경험, 특히 거듭남, 구원의 확신, 은혜 안에서의 성장, 완전 성화교리 및 외적 성결에 더 강한 강조를 둔다. 그의 감리교인들의 주일 예배에서 존 웨슬리는 영국 성공회 39개조 신조에 기반을 두었지만, 칼뱅주의의 특징적인 신학적 경향을 제거한 감리교 신앙 조항을 포함했다. 웨슬리 신학은 성경의 일차적 권위를 주장하며 교회사 초기 5세기의 그리스도론적 정통성을 확언한다.

## 배경

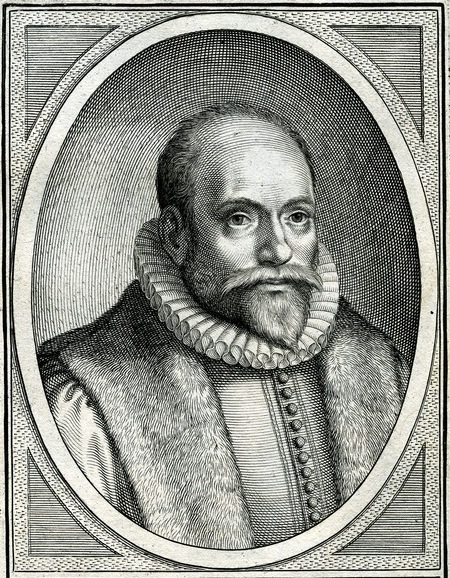
야코부스 아르미니우스는 17세기 네덜란드의 신학자였다.

웨슬리-아르미니우스주의는 칼뱅주의의 가르침과 다른 방식으로 기독교를 설명하려는 시도로 발전했다. 아르미니우스주의는 네덜란드의 야코부스 아르미니우스가 자유의지에 기초하여 칼뱅주의 정통에 반대하여 수행한 신학 연구이다. 1610년, 아르미니우스 사망 후 그의 추종자들인 저항파는 시몬 에피스코비우스의 지휘 아래 네덜란드에 문서를 제출했다. 이 문서는 오늘날 항변의 다섯 조항으로 알려져 있다. 반면 웨슬리 신학은 영국의 복음 전도자인 존 웨슬리의 가르침에 기반을 두었으며, 이 교리의 신념은 그의 수집된 설교, 일기, 신학적, 경건적, 역사적 기독교 저작의 요약본, 그리고 신학 주제에 대한 다양한 소책자와 논문을 포함한 그의 많은 출판물에서 파생되었다. 그 후, 두 이론은 오늘날의 교회를 위한 하나의 가치 체계로 합쳐졌다. 그러나 개별적으로 검토하면 그들의 독특한 세부 사항과 이상에서의 유사성을 발견할 수 있다.

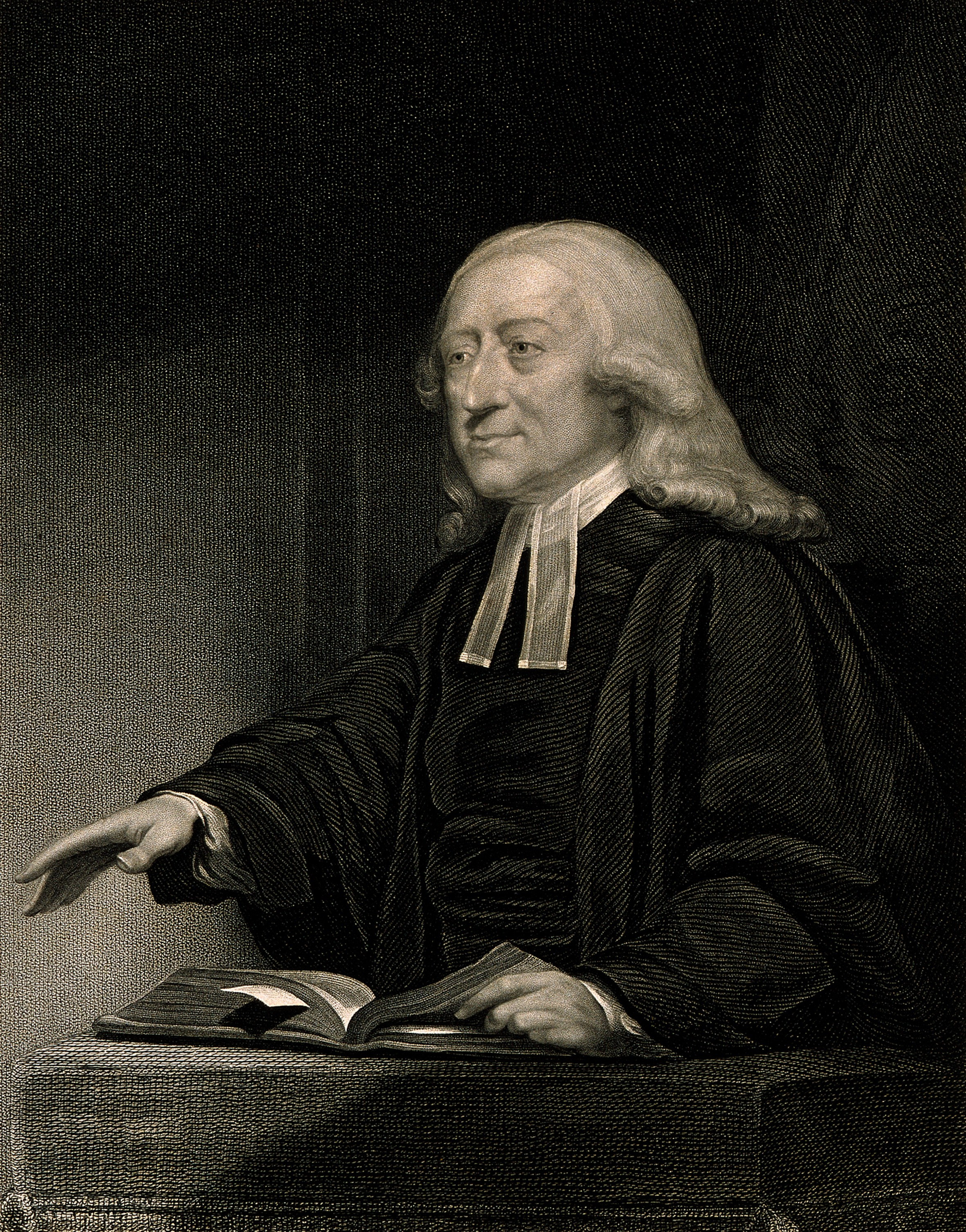
존 웨슬리는 성공회 성직자였다.

1770년대 초, 존 웨슬리는 존 윌리엄 플레처의 신학 저술의 도움을 받아 영국 복음주의자들의 칼뱅주의 진영과의 논쟁에서 아르미니우스주의 교리를 강조했다. 그리고 1778년, 그는 아르미니우스주의 잡지라는 제목의 신학 잡지를 창간했다. 이 시기, 칼뱅주의-아르미니우스주의 논쟁 동안은 아르미니우스주의와 웨슬리 신학 사이에 지속적인 연결 고리를 형성하는 데 영향을 미쳤다.
웨슬리의 칼뱅주의 반대는 아르미니우스의 반대보다 더 성공적이었는데, 특히 미국에서는 대각성운동의 일련의 대중 설교를 통해 널리 퍼지면서 아르미니우스주의가 복음주의 개신교 구원론의 지배적인 학파가 되었다. 아르미니우스의 저작은 웨슬리에게 직접적인 영향을 주지 않았다. 그러나 그는 자신의 추종자들이 주창해야 할 복음주의의 종류를 칼뱅주의 신학 반대자들과 구별하기 위해 "아르미니우스주의"라는 용어를 선택했다. 많은 사람들이 웨슬리 신학에 가장 정확한 용어를 "복음주의 아르미니우스주의"라고 생각한다.
웨슬리는 조지아와 독일의 모라비아인들을 방문하여 그들의 신념을 검토한 후, 다양한 감리교 교파 목록을 탄생시킨 감리교 운동을 창설한 것으로 기억된다. 웨슬리의 바람은 새로운 종파를 형성하는 것이 아니라 국가를 개혁하고 진리로서 "성경적 성결을 전파하는" 것이었다. 그러나 웨슬리-아르미니우스주의의 창조는 오늘날 많은 현대 교회의 인기 있는 기준으로 발전했다.
감리교는 또한 구원과 인간의 행위에 관한 자체적인 신학적 복잡성을 다루었다. 1830년대 제2차 대각성 운동 동안, 비평가들은 성결 운동을 펠라기우스주의적 가르침으로 비난했다. 결과적으로, 웨슬리 신학의 비판자들은 때때로 그것의 더 넓은 사상을 불공평하게 인식하거나 분류했다. 그러나 그 핵심은 아르미니우스주의로 인식된다.
그것의 주요 유산은 다양한 감리교 교파와 성결 운동(감리교를 포함하지만 다른 전통으로도 확산됨)에 남아 있는데, 감리교 감독 교회의 피비 팔머가 주도했으며, 벤저민 티투스 로버츠(자유 감리교회 설립)와 피니어스 F. 브리시(나사렛 교회 설립)와 같은 지도자들이 참여했다(§ 웨슬리 신학을 지지하는 교회 참조). 웨슬리 신학의 변형된 형태는 다른 독특한 교파의 기초가 되기도 했는데, 예를 들어 윌리엄 J. 시모어와 찰스 파함이 시작한 성결 오순절 운동은 사도 신앙 교회와 국제 오순절 성결 교회와 같은 교파로 대표된다.

## 웨슬리 신학의 특징

### 죄의 정의
감리교 신학은 다음과 같이 가르친다:
우리는 죄가 알려진 하나님의 율법을 자발적으로 범하는 것이며, 그러한 죄는 하나님께서 회개와 고백, 배상, 그리고 예수 그리스도를 자신의 개인적인 구세주로 믿는 것을 통해 용서하시지 않는 한 영원한 형벌에 처하게 한다고 믿는다. 이것은 모든 사람을 포함한다. "모든 사람이 죄를 범하였으매 하나님의 영광에 이르지 못하더니." 롬 3:23. (잠 28:13, 요 6:47; 행 16:31; 롬 6:23, 요일 1:9; 요일 3:4). —웨슬리 성결 협의회 교회 지침

첫째, 죄를 원죄와 본죄로 분류한다:
원죄는 우리의 본성을 부패시키고 우리에게 죄를 지으려는 경향을 주는 죄이다. 본죄는 우리가 구원받기 전에 매일 짓는 죄로, 거짓말, 욕설, 도둑질 등이 있다.

 감리교인들은 본죄의 본질에 대해 "정확히 말하는 죄"와 "부정확하게 말하는 죄"로 나눈 독특한 이해를 가지고 있다. 전자의 범주는 하나님에 대한 자발적인 위반을 포함하며, 후자의 범주는 허물 (예: "미숙함, 무지, 신체적 장애, 망각, 분별력 부족, 서툰 의사소통 능력")을 포함한다. 존 웨슬리가 설명했듯이, "엄밀히 말해 죄란 알려진 하나님의 율법을 자발적으로 어기는 것 외에는 아무것도 아니다. 그러므로 사랑의 율법을 자발적으로 어기는 모든 것은 죄이며, 정확히 말하면 그 외에는 아무것도 아니다. 이를 더 확장하는 것은 칼뱅주의의 길을 열어줄 뿐이다." 죄에 대한 이러한 좁은 이해를 통해 존 웨슬리는 죄를 짓지 않고 사는 것이 가능할 뿐만 아니라 필수적이라고 믿었다. 웨슬리는 요한1서 3:8에 대한 그의 주석에서 이를 설명한다: "그와 교제하며 거하는 자는—사랑하는 믿음으로, 죄를 짓지 않는다—그가 그렇게 거하는 동안. 죄를 짓는 자는 결코 그를 보지 못한다—그의 영혼의 사랑하는 눈은 그때 하나님께 고정되어 있지 않다; 그가 과거에 무엇을 했든 그는 그때 그를 경험적으로 알지 못한다." 감리교 교리는 거듭남 (은혜의 첫 번째 사역) 이후의 기독교인의 삶은 성결한 삶, 즉 죄 없는 삶으로 특징지어져야 한다고 주장한다; 은혜의 두 번째 사역—전적인 성화를 통해 기독교인들은 사랑 안에서 온전해질 수 있고 인간의 죄악된 본성, 즉 원죄로부터 자유로워진다.

### 구원

#### 속죄

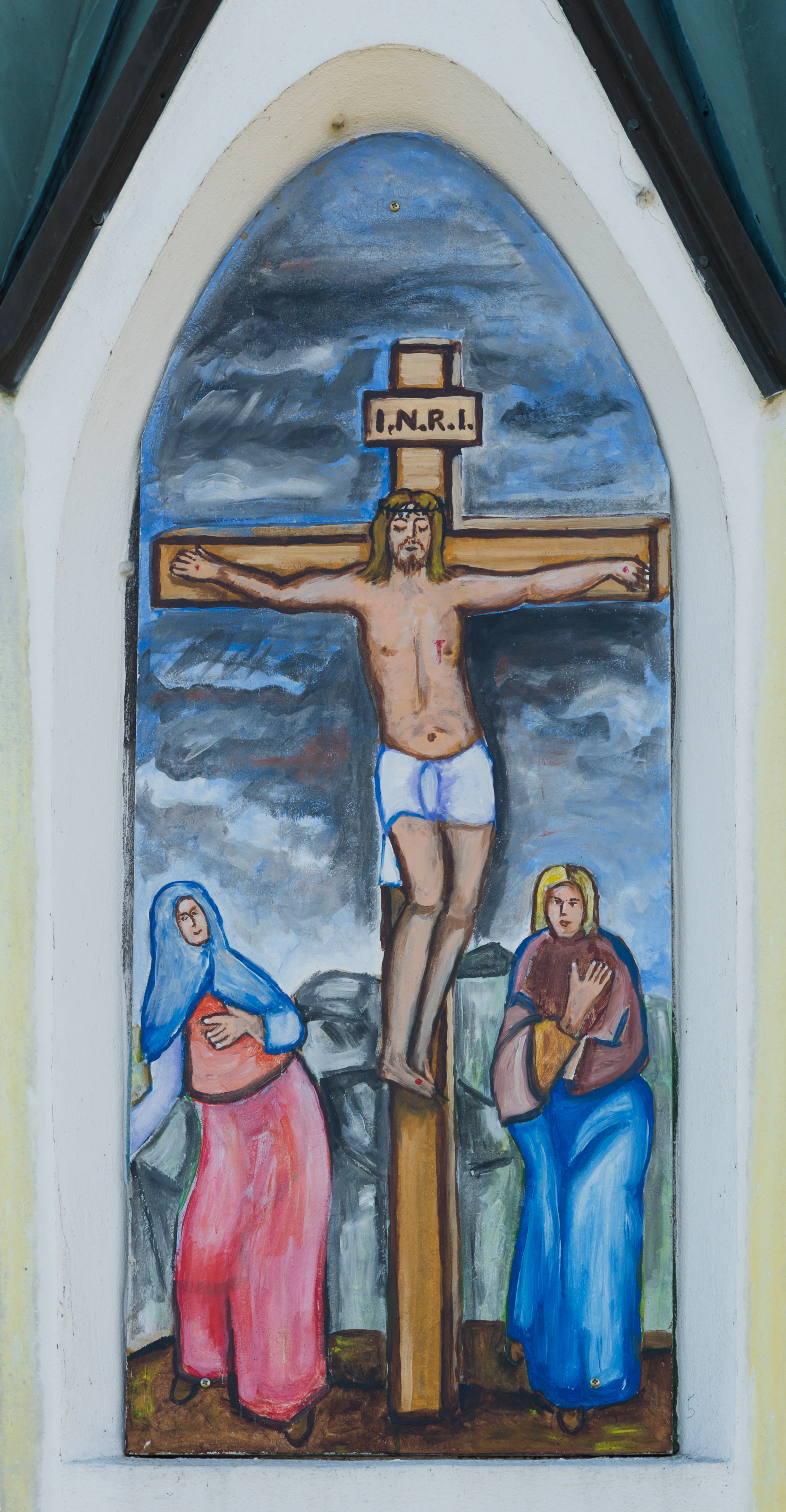
감리교인들은 예수 그리스도가 제한된 소수가 아닌 모든 인류를 위해 죽었다고 믿는다: 무제한 속죄 교리.

웨슬리-아르미니우스 신학은 형벌 대속 전통에 확고히 속하지만, 그리스도 빅토르와 도덕적 영향론과 연결되어 있다. 존 웨슬리는 골로새서 1:14를 숙고하며, 그의 신약성경 해설 노트에서 형벌 대속을 사탄에 대한 승리와 연결한다: "우리 주의 자발적인 고난은 아버지의 진노를 달래고, 우리에게 용서와 수용을 얻게 했으며, 결과적으로 우리의 죄를 통해 사탄이 우리에게 가졌던 지배력과 권세를 해체했다." 요한1서 3:8를 설명하면서, 존 웨슬리는 그리스도께서 인간의 마음속에 자신을 나타내시어 사탄의 사역을 파괴하며, 이로써 그리스도 빅토르 이미지가 "형벌 대속의 틀의 한 부분"이 된다고 말한다. 감리교 신학자 찰스 웨슬리의 찬송가 "죄인들이여, 돌이키라, 왜 죽으려는가"와 "내가 얻으리라니 가능한가"는 그리스도의 희생이 최고의 사랑의 예시임을 동시에 보여주며, 기독교 신자를 그의 죄에 대해 죄책감을 느끼게 하여, 조명의 아우구스티누스 신학에 따라 형벌 대속의 구조 내에서 도덕적 영향론을 사용한다. 웨슬리 신학은 또한 속죄에서의 참여적 본성을 강조하는데, 감리교 신자가 그리스도와 함께 영적으로 죽고 그리스도가 인류를 위해 죽으셨다는 것이다. 이는 다음 감리교 찬송가(122)의 가사에 반영되어 있다:

"칼바리 언덕에 박힌 사람을

믿음의 눈으로 보게 하소서,

주님이 누구신지 알게 하소서—

유일하시고 영원하신 참 하나님이시여;

그 광경이 나의 완고한 마음을

감동시키고 정복하며 깨뜨리게 하소서...

불신의 베일을 제거하시고,

나타내신 사랑으로,

뿌리신 피로,

내 안의 죄의 사랑을 파괴하시고,

스스로 승리를 얻으시며,

나를 하나님께로 데려가소서...

이제 주의 죽음의 사랑으로

내 영혼이 다시 하나님을 사랑하게 하시고,

하나님을 영화롭게 하게 하소서;

보라! 내가 주의 십자가를 함께 나누고,

주의 희생적 기도를 메아리치며,

나의 구세주와 함께 죽으리이다."

기독교 신자는 신비롭게 예수의 십자가형의 장면에 자신을 이끌어들여 그것이 가진 구원의 능력을 경험한다. 성만찬에서 감리교 신자는 특히 대속적 속죄의 참여적 본성을 경험하는데, "이 성례전은 우리의 눈앞에 그리스도의 죽음과 고난을 제시하며, 이를 통해 우리는 십자가형의 경험으로 이동한다."
배우지 못한 자들의 운명에 관하여, 감리교 주교인 윌라드 프랜시스 말랄리유는 감리교가 지지하는 몇 가지 사항에서 다음과 같이 썼다:
구원이 모든 구속받은 영혼에게 가능하며, 모든 영혼이 구속받았다는 전제에서 시작하여, 하나님을 향한 회개와 우리 주 예수 그리스도를 향한 믿음이 이 모든 것에 순응하는 자들이 구원받을 수 있는 신성하게 정해진 조건임을 굳게 붙들고 있습니다. 단, 도덕적 책임을 질 수 있을 만큼 지적이고, 구원의 복음을 들은 자들에게 해당됩니다. 동시에 감리교는 기꺼이 범법하지 않은 모든 어린이와 모든 무책임한 자들이 그리스도의 속죄 사역에 나타난 하나님의 은혜로 구원받으며, 나아가 모든 나라의 모든 사람들이 하나님을 두려워하고 의를 행하는 자들은 그에 대해 듣지 못했더라도 그들을 위해 죽으신 그리스도를 통해 하나님께 받아들여진다고 주장해 왔습니다. 속죄에 대한 이러한 견해는 감리교 신학자들에 의해 처음부터 주장되고 방어되어 왔습니다. 그리고 이는 합리적이고 성경적이며 동시에 하나님께 영광이 되고 사람에게 은혜롭고 자비롭다는 점에서 모든 합리적이고 편견 없는 사상가들에게 점점 더 큰 강조를 받으며 권장된다고 말할 수 있습니다.

#### 칭의와 성화

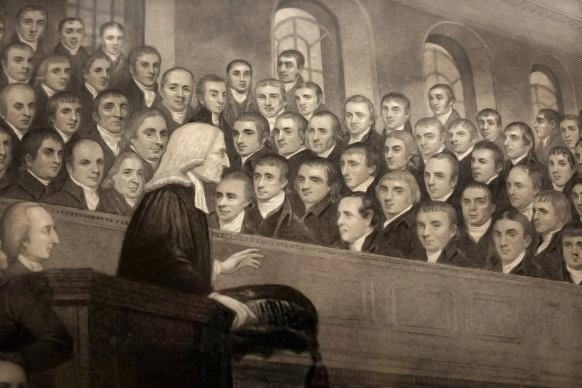
웨슬리가 런던 시티 로드 예배당(현 웨슬리 채플)에서 조수들에게 설교하는 모습

감리교에서 구원의 길은 회심, 회개, 배상, 믿음, 칭의, 중생 및 양자됨을 포함하며, 이는 성화와 성령의 증거로 이어진다. 죄에 대한 회심과 구원자의 필요성, 그리고 죄를 회개하고 배상하는 것은 "구원하는 믿음을 위한 필수적인 준비"이다. 웨슬리 신학은 거듭남이 칭의와 중생이라는 두 가지 단계로 동시에 발생한다고 가르친다:
이 두 가지 거듭남의 단계는 동시에 발생하지만, 실제로는 두 개의 독립적이고 구별되는 행위이다. 칭의는 영혼이 모든 죄책감으로부터 완전한 사면을 받고 죄의 형벌로부터 완전히 해방되는 하나님의 은혜롭고 사법적인 행위이다 (로마서 3:23-25). 이 신성한 은혜의 행위는 우리 주님이시자 구세주이신 예수 그리스도의 공로를 믿는 믿음으로 이루어진다 (로마서 5:1). 중생은 죄에 대한 사랑과 삶에서 하나님에 대한 사랑과 의로운 삶으로 인간의 도덕적 성격에 급진적인 변화로 나타나는 신성한 생명의 부여이다 (고린도후서 5:17; 베드로전서 1:23). ―신앙의 원칙, 임마누엘 교회 협의회

사람이 거듭남을 경험하는 순간, 그는 "하나님의 가족으로 입양된다." 웨슬리 전통은 오직 믿음으로 말미암는 의인화를 성화 또는 "성경적 성결"의 관문으로 삼으려 한다. 웨슬리언은 하나님이 은혜를 제공하여 어떤 사람이라도 자유롭게 그리스도를 믿거나 그의 구원을 거부하도록 선택할 수 있게 한다고 가르친다 (협력주의 참조). 만약 그 사람이 그것을 받아들인다면, 하나님은 그들을 의롭다 하시고 계속해서 그들을 영적으로 치유하고 성화시키기 위한 더 큰 은혜를 주신다. 웨슬리 신학에서 칭의는 특별히 "용서, 죄의 사함"을 의미하며, 웨슬리언들이 성화를 통해 이루어진다고 믿는 "실제로 의롭고 바르게 되는 것"을 의미하지 않는다. 즉, 구원에서의 성결 추구이다. 존 웨슬리는 십계명에 포함된 도덕법을 지키는 것 뿐만 아니라 경건의 행위와 자비의 행위에 참여하는 것이 "우리의 성화에 필수적"이라고 가르쳤다. 이처럼 웨슬리 감리교의 구원에 대한 견해는 주재권 구원론을 지지하는 것으로 특징지어져 왔다.
웨슬리는 전가된 의뿐만 아니라 "우리 자신이 하나님의 은혜로 실제로 의롭게 된다"는 주어진 의를 주장했다. 그는 믿는 자가 완전 성화교리의 순간에 사랑이 이기심에서 벗어날 때까지 사랑 안에서 진보할 수 있다고 가르쳤다. 웨슬리 신학은 기독교 경험에 두 가지 뚜렷한 단계가 있다고 가르친다. 은혜의 첫 번째 사역 (거듭남)에서 사람은 하나님께 고백하는 자신의 죄를 회개하고, 예수님께 믿음을 두며, 용서를 받고 기독교인이 된다; 은혜의 두 번째 사역, 완전 성화 동안, 믿는 자는 정결케 되고 거룩해진다.
웨슬리는 믿음을 구원에 필수적인 것으로 이해했으며, 구원의 시작점인 칭의로 이어진다는 점에서 그것을 구원의 "유일한 조건"이라고 불렀다. 동시에 "그것이 아무리 영광스럽고 명예롭다 할지라도 [믿음]은 계명의 끝이 아니다. 하나님은 이 영예를 사랑에만 주셨다" ("믿음으로 확립된 율법 II," §II.1). 믿음은 "말할 수 없는 축복"이다. 왜냐하면 "그것은 우리의 마음에 사랑의 율법을 새로이 확립하는 그 목적에 이르게 하기 때문이다" ("믿음으로 확립된 율법 II," §II.6) 이 목적, 즉 우리 마음에 사랑의 율법이 지배하는 것은 구원의 가장 완전한 표현이며, 그것이 기독교 완성이다. —에이미 바그너

따라서 웨슬리 감리교는 성결 운동을 포함하여 배상이 회개 후에 일어난다고 가르친다. 또한 "칭의는 순종과 성화의 진보에 조건적"이며, "믿음에 이르는 것뿐만 아니라 믿음에 머무는 데 있어서도 그리스도께 깊이 의존함"을 강조한다. 스콧 J. 존스 주교는 "연합 감리교 교리는 참된 구원하는 믿음이 시간과 기회가 주어지면 선한 행위로 이어지는 종류의 믿음이라고 이해한다. 그러한 행동으로 이어지지 않는다고 생각되는 어떤 믿음도 진정한 구원하는 믿음이 아니다"라고 말한다. 감리교인들에게 "참된 믿음은... 행위 없이 존재할 수 없다." (야고보서 2:14–26 참조.) 감리교 전도사 피비 팔머는 "내가 거룩해지기를 거부했다면 칭의는 나에게서 끝났을 것"이라고 말했다. "믿음이 하나님과의 의미 있는 관계에 필수적이지만, 하나님과의 우리의 관계는 사람, 공동체, 그리고 피조물 자체에 대한 우리의 돌봄을 통해서도 형성된다."

##### 은혜의 첫 번째 사역: 거듭남
존 웨슬리는 거듭남을 "하나님께서 영혼에 생명을 주시고, 죄의 죽음에서 의의 생명으로 일으키실 때 영혼에 행하시는 위대한 변화"라고 보았다 (Works, vol. 2, pp. 193–194). 기독교인의 삶에서 거듭남은 은혜의 첫 번째 사역으로 여겨진다. 종교 조항 중 제17조—세례에 관하여—는 세례가 "중생 또는 거듭남의 표징"이라고 명시한다. (§ 세례 참조.) 감리교 방문자는 이 교리를 설명하면서 개인에게 다음과 같이 권고한다: "'너희는 다시 태어나야 한다.' 하나님께서 너희 안에서 그리고 너희를 위해 이 일을 행하시도록 너희 자신을 맡겨라. 그분을 너희 마음에 받아들여라. '주 예수 그리스도를 믿으라, 그리하면 너희가 구원을 받을 것이다.'"
웨슬리 죄의 정의는 다음과 같다.
웨슬리는 하나님께로부터 태어난 자들은 습관적으로 죄를 짓지 않는다고 설명한다. 왜냐하면 그렇게 하는 것은 죄가 여전히 지배하고 있음을 의미하며, 이는 불신자의 특징이기 때문이다. 또한 기독교인은 의도적으로 죄를 짓지 않는다. 왜냐하면 신자의 의지는 이제 그리스도를 위해 사는 것에 고정되어 있기 때문이다. 그는 나아가 신자들이 욕망으로 죄를 짓지 않는다고 주장한다. 왜냐하면 마음이 하나님의 완전한 뜻만을 바라도록 철저히 변화되었기 때문이다. 웨슬리는 이어서 "허물로 인한 죄"를 다룬다. 허물은 "의지의 개입"이 없으므로, 생각, 말, 행동의 그러한 일탈은 "정확히" 죄가 아니다. 그러므로 그는 하나님께로부터 태어난 자들은 "모든 죄"에서 구원받았기 때문에 죄를 범하지 않는다고 결론짓는다 (II.2, 7).

이는 자유 감리교회의 감리교 신앙 조항에 반영되어 있다:
칭의된 사람들은 겉으로는 죄를 짓지 않지만, 여전히 마음에 죄가 남아 있음을 의식한다. 그들은 악에 대한 자연적인 경향, 하나님을 떠나 땅의 것들을 따르려는 성향을 느낀다. 완전히 성화된 사람들은 모든 내적인 죄—악한 생각과 악한 성질—로부터 구원받는다. 사랑에 반하는 어떤 잘못된 성질도 영혼에 남아 있지 않는다. 그들의 모든 생각, 말, 행동은 순수한 사랑에 의해 지배된다. 완전 성화는 칭의 후에 일어나며, 봉헌되고 믿는 영혼에게 하나님께서 즉각적으로 행하시는 일이다. 영혼이 모든 죄에서 깨끗해진 후, 그 영혼은 은혜 안에서 성장할 준비가 완전히 된다" (기강서, "신앙 조항," 1장, § 1, 23쪽).

거듭남 이후 사람이 죄를 범한다면, 그는 진실한 회개를 통해 하나님과의 교제로 회복될 수 있으며, 그 후 "하나님의 은혜로 다시 일어나" 자신의 삶을 "개선한다." 이 개념은 감리교 감리교 신앙 조항의 제12조에 가르쳐져 있다.

##### 은혜의 두 번째 사역: 기독교 완성
웨슬리의 발자취를 따르는 감리교인들은 은혜의 두 번째 사역—완전 성화를 가능하게 하는 것, 또한 기독교 완성이라고 불리는 것—을 믿는데, 이는 원죄(사람의 육적 본성)를 제거하고 믿는 자를 거룩하게 만든다(참조: 성령세례). 웨슬리는 다음과 같이 설명했다: "완전 성화, 또는 기독교 완성은 순수한 사랑과 다름없다; 사랑이 죄를 몰아내고, 하나님의 자녀의 마음과 삶을 모두 다스린다. 제련자의 불은 사랑에 반하는 모든 것을 정결케 한다." 웨슬리는 완전 성화가 "느리고 점진적인 단계를 거쳐 접근할 수 있지만, 순간적으로 이루어진다"고 가르쳤다. 신자가 완전히 성화되기 전에, 그는 자신을 하나님께 바친다; 성결 뒤에 있는 신학은 "하나님이 당신에게 자신을 주시려면, 모든 일에서 자신을 하나님께 드리십시오"라는 격언으로 요약된다.
감리교회는 믿음의 상실이나 죄를 통해 배교가 일어날 수 있다고 가르친다(성결하기를 거부함). 만약 어떤 사람이 신앙 이탈했지만 나중에 하나님께로 돌아가기로 결정한다면, 그는 자신의 죄를 고백하고 다시 완전히 성화되어야 한다(조건부 구원 보장 참조).
리처드 P. 부허는 루터교의 입장과 대조하며 웨슬리가 제시한 비유를 논한다:
루터교 신학에서 모든 예배와 삶의 중심 교리는 은혜를 통한 믿음의 칭의이지만, 감리교인들에게는 항상 성결한 삶과 완전을 위한 노력이 중심이었다. 웨슬리는 집의 비유를 들었다. 그는 회개는 현관이고 믿음은 문이라고 말했다. 그러나 성결한 삶 자체가 집이다. 성결한 삶이 참된 종교이다. "구원은 집과 같다. 집에 들어가려면 먼저 현관(회개)에 들어가야 하고, 그 다음 문(믿음)을 통과해야 한다. 그러나 집 자체—하나님과의 관계—는 성결, 즉 성결한 삶이다" (조이너, 웨슬리를 의역하며, 3).

#### 믿음의 확신

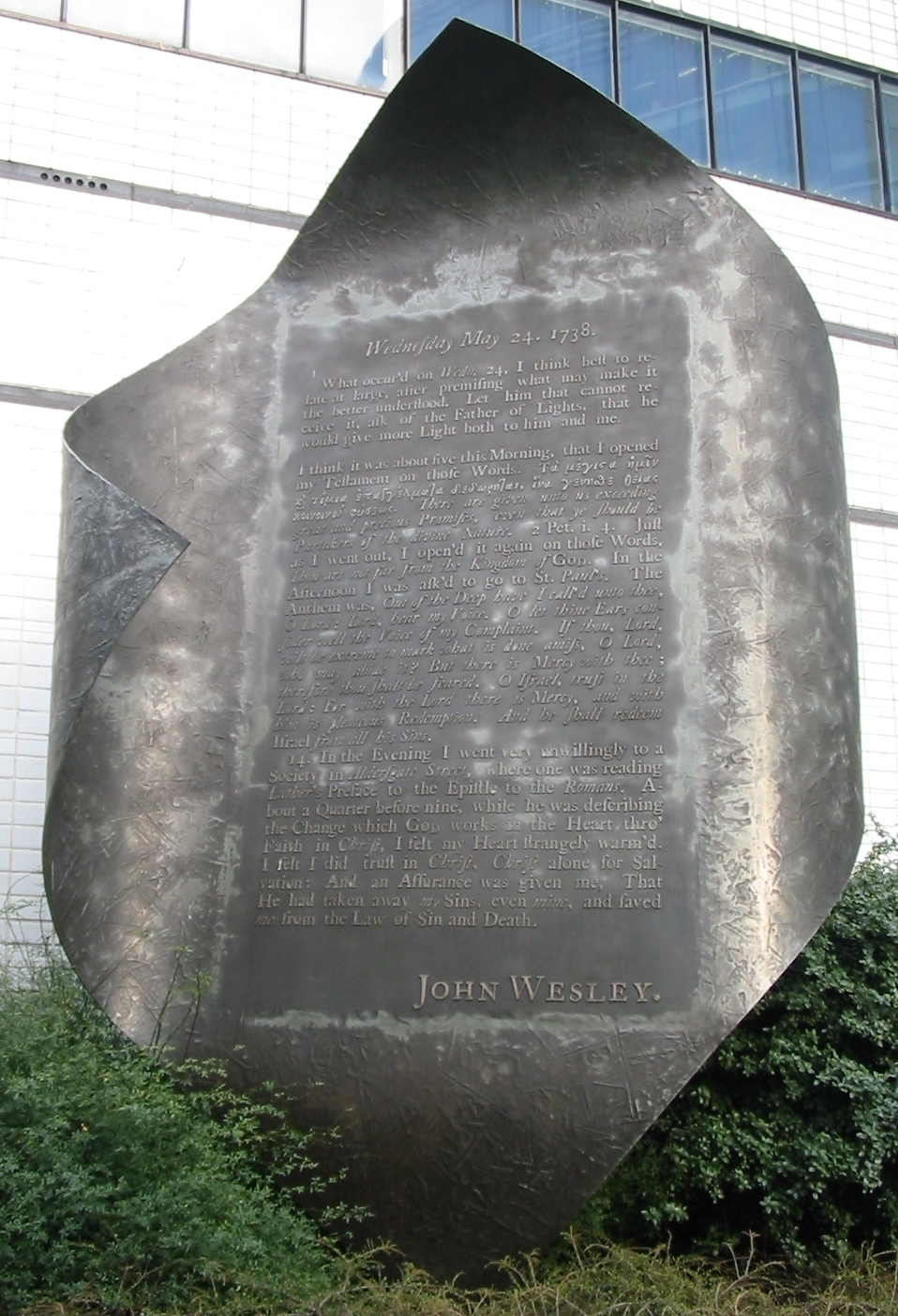
이 기념비는 런던에서 존 웨슬리의 "알더스게이트 경험"이 있었던 대략적인 위치를 나타낸다. 웨슬리의 일기에서 발췌한 그의 경험에 대한 기록이 새겨져 있다.

존 웨슬리는 모든 기독교인들이 하나님의 용서하는 사랑에 대한 "확신"을 내포하는 믿음을 가지고 있으며, 그 확신, 즉 "성령의 증거"를 느낄 것이라고 믿었다. 이 이해는 "...너희는 양자의 영을 받았으므로 아바, 아버지라 부르짖느니라. 성령이 친히 우리 영과 더불어 우리가 하나님의 자녀임을 증언하시나니..." (로마서 8:15–16, 웨슬리 역)라는 바울의 확언에 근거한다. 이 경험은 웨슬리에게 그의 알더스게이트 경험에서 반영되었는데, 그곳에서 그는 하나님께 사랑받고 죄를 용서받았음을 "알게 되었다".
"내 마음이 이상하게 뜨거워지는 것을 느꼈다. 나는 그리스도를, 구원을 위해 오직 그리스도만을 의지하고 있음을 느꼈고, 그가 내 죄, 바로 내 죄까지도 가져가셨다는 확신이 주어졌다." — 웨슬리 일기에서

### 조건부 구원 보장
존 웨슬리는 성도의 조건부 보존 또는 일반적으로 "조건부 구원 보장" 교리의 노골적인 옹호자였다. 1751년, 웨슬리는 "성도의 인내에 대한 진지한 생각"이라는 제목의 저작에서 자신의 입장을 변호했다. 이 책에서 그는 신자가 "믿음 안에 계속 머물러" 있거나 "끝까지 믿음 안에서 견디면" 하나님과의 구원 관계를 유지한다고 주장했다. 웨슬리는 하나님의 자녀가 "참된 믿음 안에 계속 머무는 한, 지옥에 갈 수 없다"고 확언했다. 그러나 그가 "믿음에서 파선하면, 지금 믿는 사람이 얼마 후에 불신자가 될 수 있다"고 덧붙이며 "악마의 자녀"가 될 수 있다고 했다. 그러면서 그는 "하나님은 믿는 자들의 아버지이며, 그들이 믿는 동안 그렇다. 그러나 악마는 믿지 않는 자들의 아버지이며, 그들이 한때 믿었든 아니든 그렇다"고 덧붙였다.
그의 아르미니우스주의 선배들처럼 웨슬리는 성경의 증언으로부터 참된 신자가 믿음과 의의 길을 버리고 "하나님에게서 떨어져 영원히 멸망할 수 있다"고 확신했다.

### 언약신학
감리교는 고전 언약신학의 상부 구조를 유지하지만, 구원론적으로 아르미니우스주의이기 때문에 "역사적 발전의 중요한 부분이었던 개혁 신학의 예정론적 틀"을 버린다. 웨슬리 언약신학과 고전 언약신학의 주요 차이점은 다음과 같다:
차이점은 웨슬리의 확신에 있다. 즉, 은혜 언약의 시작이 타락과 동시에 일어날 뿐만 아니라, 행위 언약의 종료도 마찬가지라는 것이다. 이 확신은 웨슬리가 언약 신학을 아르미니우스주의적으로 적응시키는 데 매우 중요하다. 첫째, 은혜 언약의 범위를 재구성함으로써, 둘째, 타락 이후 행위 언약이 재활성화된다는 어떤 개념도 불허함으로써 그렇다.

따라서 전통적인 웨슬리 견해에서는 아담과 하와만이 행위 언약 아래에 있었던 반면, 그들의 모든 후손은 은혜 언약 아래에 있다. 모세 율법이 은혜 언약에 속하므로, 모든 인류는 "그 언약의 조항의 범위" 안으로 들어온다. 이 믿음은 존 웨슬리의 설교 '믿음의 의'에 반영되어 있다: "사도는 여기서 모세가 준 언약을 그리스도가 준 언약에 반대하지 않는다. ... 그러나 그것은 그리스도를 통해 하나님께서 모든 시대의 사람들과 맺으신 은혜 언약이다." 따라서 은혜 언약은 족장 시대에는 "약속, 예언, 희생, 그리고 마침내 할례"를 통해, 모세 율법 아래에서는 "유월절 어린양, 아사셀 염소, [그리고] 아론의 제사장직"을 통해 시행되었다. 복음 아래에서는 은혜 언약이 더 큰 성사인 세례와 성만찬을 통해 중재된다.

### 교회론

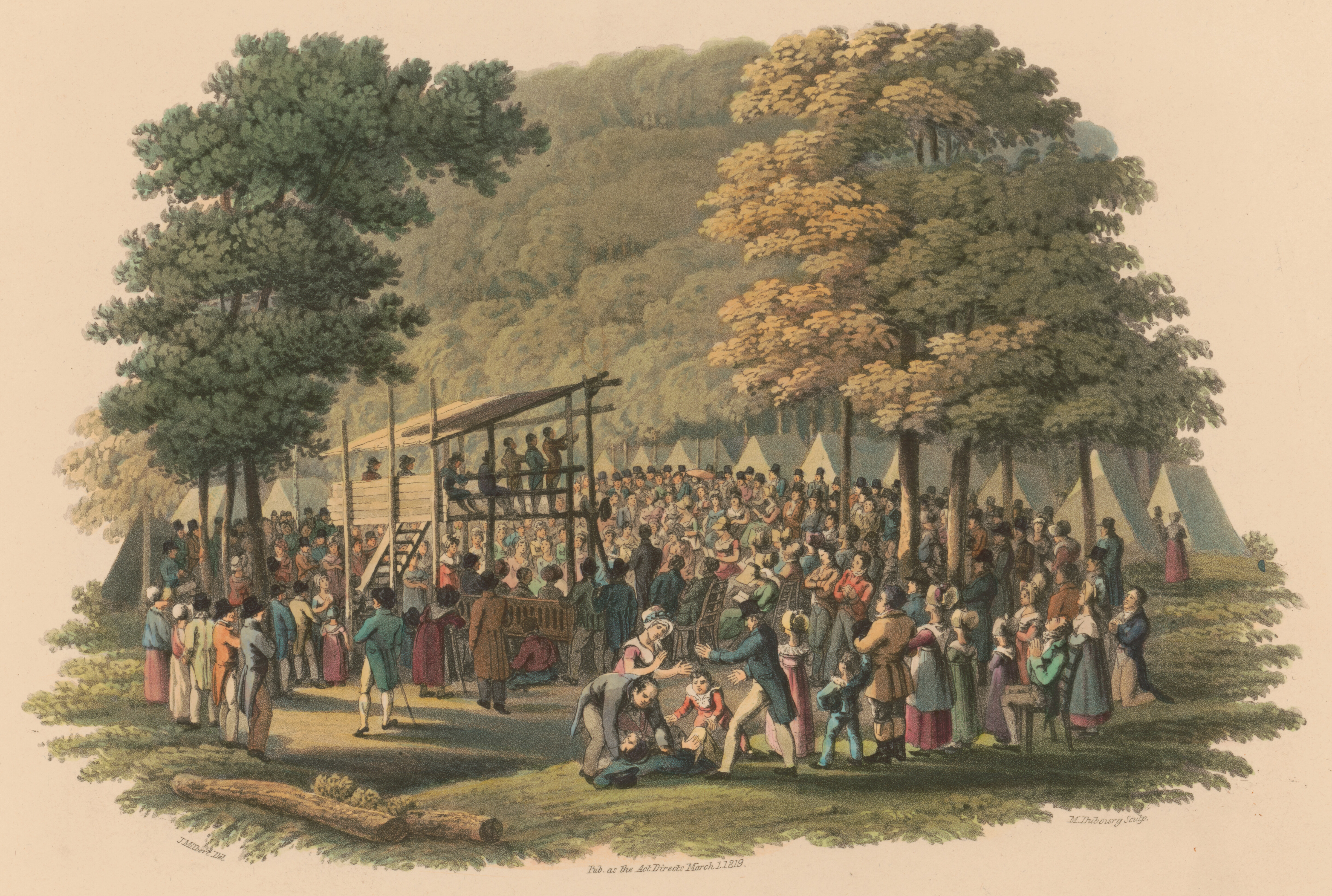
감리교 설교자들은 거듭남과 완전 성화교리 교리를 천막 부흥회, 숲 부흥회 및 야영 집회와 같은 행사에서 대중에게 전파하는 것으로 유명하다. 이는 하나님이 그들을 존재하게 하신 이유라고 믿기 때문이다.

감리교인들은 "하나의 참된 교회, 사도적이고 보편적인 교회"에 대한 믿음을 확언하며, 자신들의 교회를 "이 참된 교회의 특권적인 지류"로 본다. 기독교권 내 감리교의 위치에 관하여, 이 운동의 창시자는 "존 웨슬리는 한때 하나님께서 감리교의 발전에서 이루신 것이 단순한 인간의 노력이 아니라 하나님의 사역임을 언급했다. 따라서 역사가 지속되는 한 하나님께서 그것을 보존하실 것이다"라고 말했다. 감리교 신앙의 "위대한 위탁"이라고 부르면서, 웨슬리는 특별히 완전 성화교리 교리의 전파가 하나님이 세상을 위해 감리교인들을 일으키신 이유라고 가르쳤다.

### 종말론
존 웨슬리는 그의 종말론적 견해를 요한의 묵시록에 대한 그의 신약성경 해설 노트 (1755)에서 설명했다. 그는 책의 중간 부분이 천상의 갈등과 지상의 갈등을 매우 상징적인 언어로 묘사하고 있어 이를 어떻게 해석해야 할지 고심했다. 그는 요한 알브레히트 벵겔 (1687–1752)이라는 독일 신학자의 저술에 크게 의존하여 책 속의 숫자를 수학적으로 해석함으로써 교회 역사와 요한계시록에 묘사된 사건들 사이의 연관성을 찾았다. 예를 들어, 웨슬리의 계산에 따르면, 벵겔의 수학적 열쇠를 사용하여 요한계시록 12장의 묵시록의 여인 이야기는 교회 역사의 두 겹치는 시기 (기원 847–1524년과 1058–1836년)의 기독교 교회 이야기였다.
그러나 웨슬리의 주된 관심사는 예언이나 연대기보다는 시련의 시기에 신자들이 힘을 얻도록 요한계시록을 어떻게 사용할 것인가에 있었다.

### 복음 전도와 선교
감리교는 복음 전도와 선교를 강조해왔다. 웨슬리안-아르미니우스 신학은 감리교 기독교인에게 선교적 삶이 규범적이라고 강조한다. 특히, 존 웨슬리는 서품자들에게 "집집 방문을 할 것인가?"라고 물었고, 감리교 성직자들이 교회의 벽을 넘어 사람들에게 다가가기 위해 방문 전도가 기대되었기 때문에 그 대답은 "예"였다.

### 자유의지
감리교 신학은 자유의지 교리를 가르친다:
우리 주 예수 그리스도께서는 세상에 오는 모든 사람이 구원을 얻을 수 있도록 모든 사람을 위해 죽으셨다. 만일 사람들이 구원받지 못한다면 그 잘못은 전적으로 그들 자신의 것이며, 오직 그들에게 제공된 구원을 얻으려 하지 않는 그들 자신의 의지에 달려 있다. (요한복음 1:9; 데살로니가전서 5:9; 디도서 2:11-12).

### 신학적 권위의 네 가지 출처
20세기 웨슬리 학자 앨버트 아우틀러는 1964년 존 웨슬리 선집 서문에서 웨슬리가 자신이 "웨슬리 사변형"이라고 명명한 방법을 사용하여 신학을 발전시켰다고 주장했다. 자유 감리교회는 다음과 같이 가르친다:
자유 감리교회에서는 모든 진리가 하나님의 진리라고 믿습니다. 만약 어떤 것이 진리라면, 우리는 그것을 주님으로부터 온 것으로 받아들입니다. 무엇보다도, 우리는 성경을 하나님께서 우리에게 계시하신 영감된 진리의 일차적인 원천으로 여깁니다. 그리고 우리는 또한 이성, 전통, 경험이라는 세 가지 다른 곳에서 발견되는 진리를 받아들입니다. 성경과 함께, 이것은 웨슬리 사변형이라고 불리게 되었으며, 우리는 이것이 우리의 신학을 형성한다고 믿습니다.

마찬가지로, 영국 감리교회는 사변형을 기독교 신앙을 배우고 적용하는 "네 가지 접근 방식"이라고 언급하며, 연합 감리 교회는 다음과 같이 주장한다:
웨슬리는 기독교 신앙의 살아있는 핵심이 성경에 계시되고, 전통에 의해 밝혀지고, 개인적인 경험에서 생생해지며, 이성에 의해 확증된다고 믿었다. 그러나 성경은 우리의 구원에 필요한 한도 내에서 하나님의 말씀을 계시하는 '일차적'이다.

### 네 가지 마지막 것들
네 가지 마지막 것들에 관하여 웨슬리 신학은 하데스, 즉 "죽음과 일반 부활 사이의 영혼의 음간"에 대한 믿음을 확언하며, 이는 낙원 (의로운 자들을 위함)과 게헨나(악한 자들을 위함)로 나뉜다. 최후의 심판 후에는 하데스가 폐지될 것이다. 존 웨슬리는 "지옥 (저주받은 자들의 거처)과 하데스(모든 분리된 영혼들의 거처), 그리고 낙원(천국의 문간방)과 천국 자체를 구별했다." 죽은 자들은 "우리가 모두 육신으로 부활하여 우리의 심판자이신 그리스도 앞에 설 심판의 날"까지 하데스에 머물 것이다. 심판 후 의로운 자들은 천국에서 영원한 상을 받고, 저주받은 자들은 지옥으로 갈 것이다(마태복음 25 참조).
우리 주 예수 그리스도를 구원하는 지식으로 아는 모든 사람은 이 세상을 떠날 때 그분과 함께 복락을 누리며, 그분의 영원한 왕국의 영원한 영광을 함께 할 것이다. 더 충만한 보상과 더 큰 영광은 마지막 심판 때까지 유보된다. 마태 25:34, 46; 요한 14:2, 3; 고후 5:6, 8, 19; 빌 1:23, 24 —복음주의 감리교회 기강서 (¶24)

성도는 심판에서 영원한 복락을 누리러 가는 반면, 회개하지 않는 죄인은 영원한 정죄, 형벌, 비참함 속으로 내던져진다. 성경에서 천국은 영원한 행복의 장소로 묘사되듯이, 지옥은 지렁이도 죽지 않고 불도 꺼지지 않는 끝없는 고통의 장소로 묘사된다. 마태 25:41, 46; 마가 9:44–48; 누가 13:3; 요한 8:21, 23 —복음주의 감리교회 기강서 (¶25)

웨슬리는 다음과 같이 말했다: "나는 충실히 떠난 자들을 위해 기도하는 것이 의무라고 믿는다." 그는 "죽은 자들을 위해 기도하는 것의 적절성을 가르쳤고, 스스로 실행했으며, 다른 사람들이 할 수 있도록 형식을 제공했다." 잉글랜드와 웨일스의 로마 가톨릭교회와의 공동 성명에서 영국 감리교회는 "죽은 자들을 위해 기도하는 감리교인들은 그들을 하나님의 지속적인 자비에 맡긴다"고 확언했다.

### 성례전과 의례

#### 세례

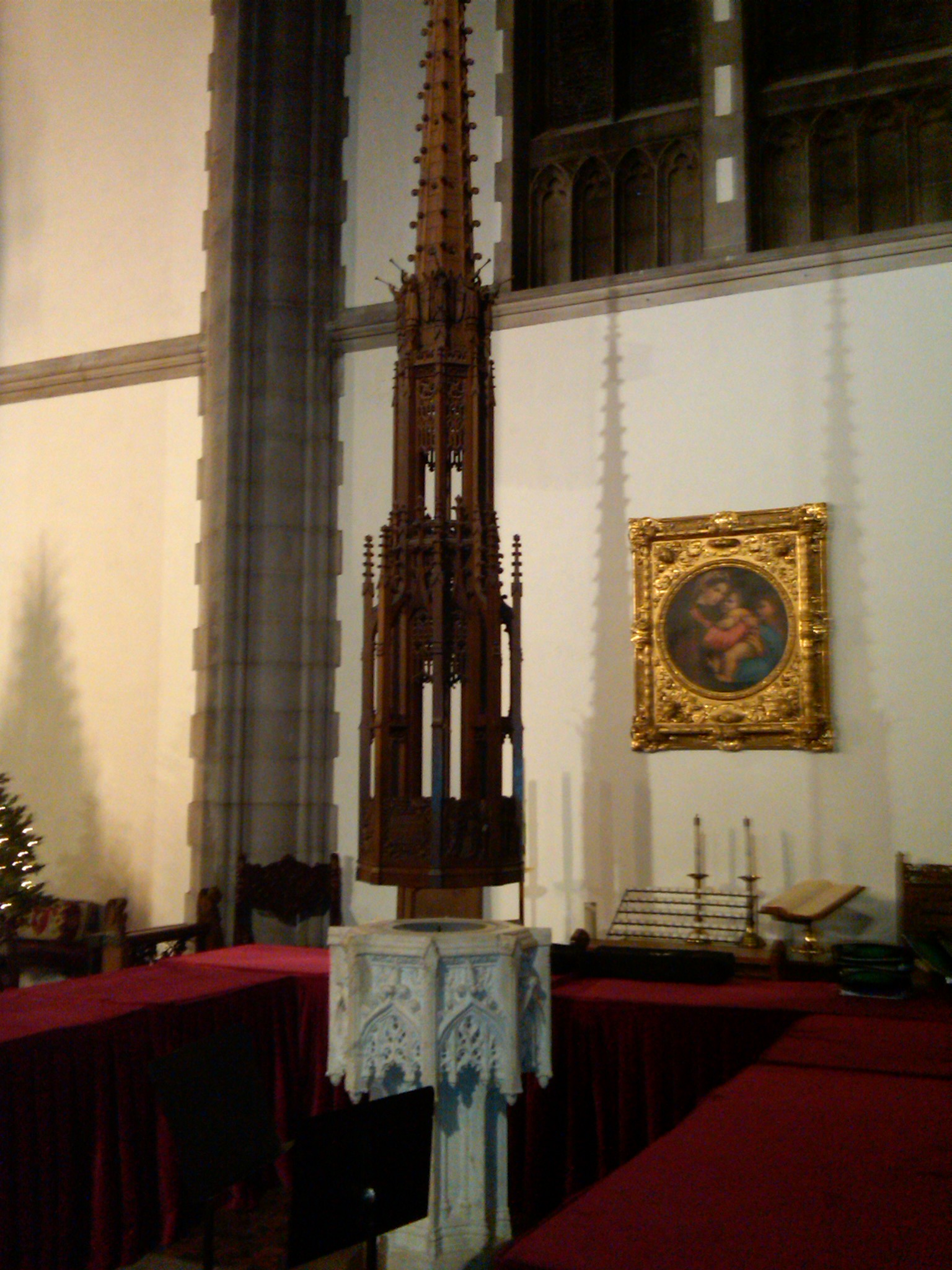
감리교회의 세례당

감리교 종교 조항은 세례에 관하여 다음과 같이 가르친다:
세례는 단순히 그리스도인임을 표명하는 표징이자 세례받지 않은 자들과 구별되는 표식이 아니라, 중생 또는 거듭남의 표징이기도 하다. 어린아이의 세례는 교회에서 유지되어야 한다.

세례는 중생의 은혜를 부여하지만, 그 영속성은 회개와 예수 그리스도에 대한 개인적인 헌신에 달려 있다.
웨슬리 신학은 세례가 가시적인 교회로의 시작 성례전이라고 주장한다. 웨슬리 언약신학은 또한 세례가 은혜 언약의 표징이자 인봉이라고 가르친다:
이 위대한 새 언약의 축복에 대해 세례는 그러므로 탁월하게 표징이었고, 그것은 영의 "부음"과 영의 "내림", 영의 "떨어짐"을 세례 받는 자에게 물을 부어주는 방식으로 나타냈다. 인봉, 즉 확증하는 표징으로서 세례는 할례와 일치한다.

감리교인들은 삼위일체의 이름으로 시행되는 세례의 세 가지 방식—침수, 산수 또는 관수—을 유효하다고 인정한다.

#### 성만찬에서 그리스도의 실재 임재
존 웨슬리의 추종자들은 성찬례 (성만찬)가 그리스도의 실재 임재가 믿는 자에게 전달되는 은총의 방도라고 일반적으로 주장했지만, 그 외의 세부 사항은 미스터리로 남겨두었다. 감리교는 25개조 신앙 조항을 통해 개혁 신학의 성만찬 이해를 계승했는데, 제18조에서는 성찬에서 그리스도의 진정한 영적 임재를 주장하며, "그리스도의 몸은 성찬에서 하늘적이고 영적인 방식으로만 주어지고, 취해지고, 먹혀진다"고 언급한다. 특히, 감리교인들은 가톨릭의 성변화 교리를 거부한다 (감리교 신앙 조항의 "제18조" 참조); 원시 감리교회는 그들의 규율에서 공재설 교리도 거부한다. 2004년에 연합 감리 교회는 성례전에 대한 그들의 견해와 아남네시스를 단순한 기념이 아니라 그리스도 예수와 그의 사랑의 재현으로 인식하는 공식 문서인 "이 거룩한 신비: 연합 감리교회의 성만찬 이해"를 통해 그리스도의 실재 임재에 대한 믿음을 확언했다.
성찬은 기억, 기념, 추모이지만, 이 기억은 단순히 지적인 회상 이상이다. "나를 기념하여 이것을 행하라" (누가복음 22:19; 고린도전서 11:24–25)는 아남네시스 (성경 그리스어 단어)이다. 이 역동적인 행동은 과거 하나님의 은혜로운 행위를 현재에 재현하는 것이며, 그것들을 지금 참으로 현존하게 한다. 그리스도는 부활하셨고 지금 여기에 살아 계시며, 과거에 행해진 일로만 기억되는 것이 아니다.

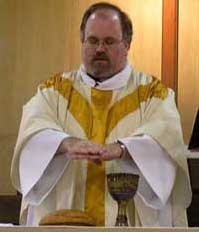
연합 감리교 목사가 성찬물을 축성한다.

실재 임재에 대한 이러한 확언은 연합 감리교회 성찬 예식의 언어에서 분명하게 볼 수 있다. 위대한 감사기도의 에피클레시스에서 집례하는 목사가 성찬물을 위해 다음과 같이 기도한다:
여기에 모인 우리와 이 떡과 포도주 선물 위에 성령을 부어 주소서. 우리를 위해 그리스도의 몸과 피가 되게 하시고, 우리가 그분의 피로 구속받은 그리스도의 몸이 되게 하소서.
감리교인들은 예수님이 영적으로 임재하시며, 그 임재의 방법은 "거룩한 신비"라고 주장한다. 집례하는 목사는 성찬물이 "우리를 위한 그리스도의 몸과 피가 되도록" 성령의 임재를 기도할 것이며, 회중은 찰스 웨슬리의 찬송가 죄인들이여, 복음 잔치에 오라의 3절처럼 노래할 수도 있다:
복음 잔치에 와서 함께 하자,
죄에서 구원받고 예수 안에서 쉬자;
우리 하나님의 선하심을 맛보고,
그의 살을 먹고 그의 피를 마시자.
감리교의 진정한 영적 임재 교리의 특징은 그리스도께서 성례전에서 자신의 임재를 나타내시는 방식이 거룩한 신비라는 점이다. 초점은 그리스도께서 성례전에 참으로 임재하신다는 것이다. 자유 감리교회의 규율은 다음과 같이 가르친다:
성만찬은 그리스도의 죽음을 통한 우리의 구속의 성례전이다. 그것을 올바르게, 합당하게, 그리고 믿음으로 받는 자들에게는 우리가 쪼개는 떡이 그리스도의 몸을 나누는 것이요; 마찬가지로 축복의 잔은 그리스도의 피를 나누는 것이다. 성만찬은 또한 그리스도인들 상호간의 사랑과 연합의 표징이기도 하다. 그리스도께서는 그의 약속에 따라 성례전에 실재로 임재하신다. –규율, 자유 감리교회

마찬가지로, 나사렛 교회의 신앙 조항, 제13조는 "성만찬은 그리스도께서 성령으로 임재하시는 은혜의 방편"이라고 선언한다.

#### 고백
감리교 신학은 기독교인의 삶이 죄 없이 거룩하게 살아야 한다고 가르친다. 그러나 죄에 빠진 개인 (신앙 이탈자)에 대해 웨슬리안 교리는 "구원자가 팔을 벌려 용서하고 기독교 신앙에 정착하도록 돕기를 기다리고 있다"며, 이러한 사람들은 "즉시 문제를 고백하고 하나님과의 관계를 회복해야 한다"고 주장한다. 감리교인들은 일반적으로 기도를 통해 하나님께 죄를 고백하는 것을 실천하며, "우리가 고백할 때, 아버지와의 교제가 회복된다. 그분은 부모의 용서를 베푸신다. 그분은 우리를 모든 불의에서 깨끗하게 하시고, 따라서 이전에 고백하지 않은 죄의 결과들을 제거하신다. 우리는 그분이 우리 삶을 위해 가지고 계신 최선의 계획을 실현하는 길로 다시 돌아간다"고 주장한다.
목사에게 하는 특정한 사적인 죄의 고백은 종교 조항에 의해 "보통 성례전이라 불리지만 복음의 성례전으로 간주되지 않는 것" 중 하나로 정의되며, "다섯 가지 소성례전"이라고도 알려져 있다. 존 웨슬리는 "1662년 공동 기도서에 반영된 당시 성공회 관행의 유효성"을 지지하며, "우리는 여러 경우에 사람에게 고백하는 것이 유용함을 인정한다: 공개적인 스캔들의 경우 공개적으로; 양심의 짐을 덜기 위해 영적 안내자에게 사적으로, 그리고 회개를 돕는 수단으로." 또한 웨슬리의 권고에 따라 감리교 수요 저녁 기도회뿐만 아니라 회개자 모임도 전통적으로 매주 모여 서로 죄를 고백했다.

#### 사랑의 애찬
애찬 (회중 구성원들 사이에 떡과 사랑의 잔을 나누는 것)은 은총의 방도이며, 존 웨슬리가 사도적 기관으로 믿었던 "회심의 의식"이다. 1776년 7월의 한 기록은 사람들이 애찬에서 완전 성화를 경험했음을 상세히 설명했다:
우리는 우리의 일반적인 사랑의 애찬을 가졌다. 그것은 수요일 아침 8시에서 9시 사이에 시작하여 정오까지 계속되었다. 많은 사람들이 '예수의 피 안에서 구원, 곧 죄의 용서'를 받았음을 증언했다. 그리고 많은 사람들이 그것이 '모든 죄로부터 그들을 깨끗하게 했다'고 선언할 수 있었다. 그들의 증언은 너무나 분명하고 충만하며 강력하여 어떤 이들이 경험을 말하는 동안 수백 명이 눈물을 흘렸고, 다른 이들은 용서나 성결을 위해 하나님께 맹렬히 부르짖었다. 8시경에 우리의 철야 기도회가 시작되었다. J. 목사는 훌륭한 설교를 했다: 나머지 설교자들은 신성한 에너지로 권면하고 기도했다. 분명히, 이 이틀 동안 이루어진 사역 때문에 많은 사람들이 영원히 하나님을 찬양할 것이다 (ibid.: pp. 93–4)

#### 세족례
선교 감리교회와 새 회중 감리교회와 같은 특정 감리교 교파에서는 성만찬을 행할 때 세족례를 행한다. 선교 감리교회는 기강서에 다음과 같이 명시한다:
세족례: 우리는 세족례를 종교적인 행위로 지지하고 권장한다. 각 교회는 편리한 대로 주님의 만찬에 참여해야 한다. 각 교회는 세족례를 준수해야 한다.

요한복음 13:1–17; 디모데전서 5:10

예수께서 제자들의 발을 씻기신 네 가지 이유:

1. "제자들에게 자신의 사랑을 증언하기 위함."

2. "자신의 자발적인 겸손과 낮아짐의 본을 보이기 위함."

3. "베드로와의 대화에서 언급된 영적인 씻음을 그들에게 나타내기 위함."

4. "그들에게 본을 보이기 위함."

연합 감리 교회와 같은 다른 교파에서는 성목요일에 특히 세족례를 행한다.

#### 성품성사의 유효성

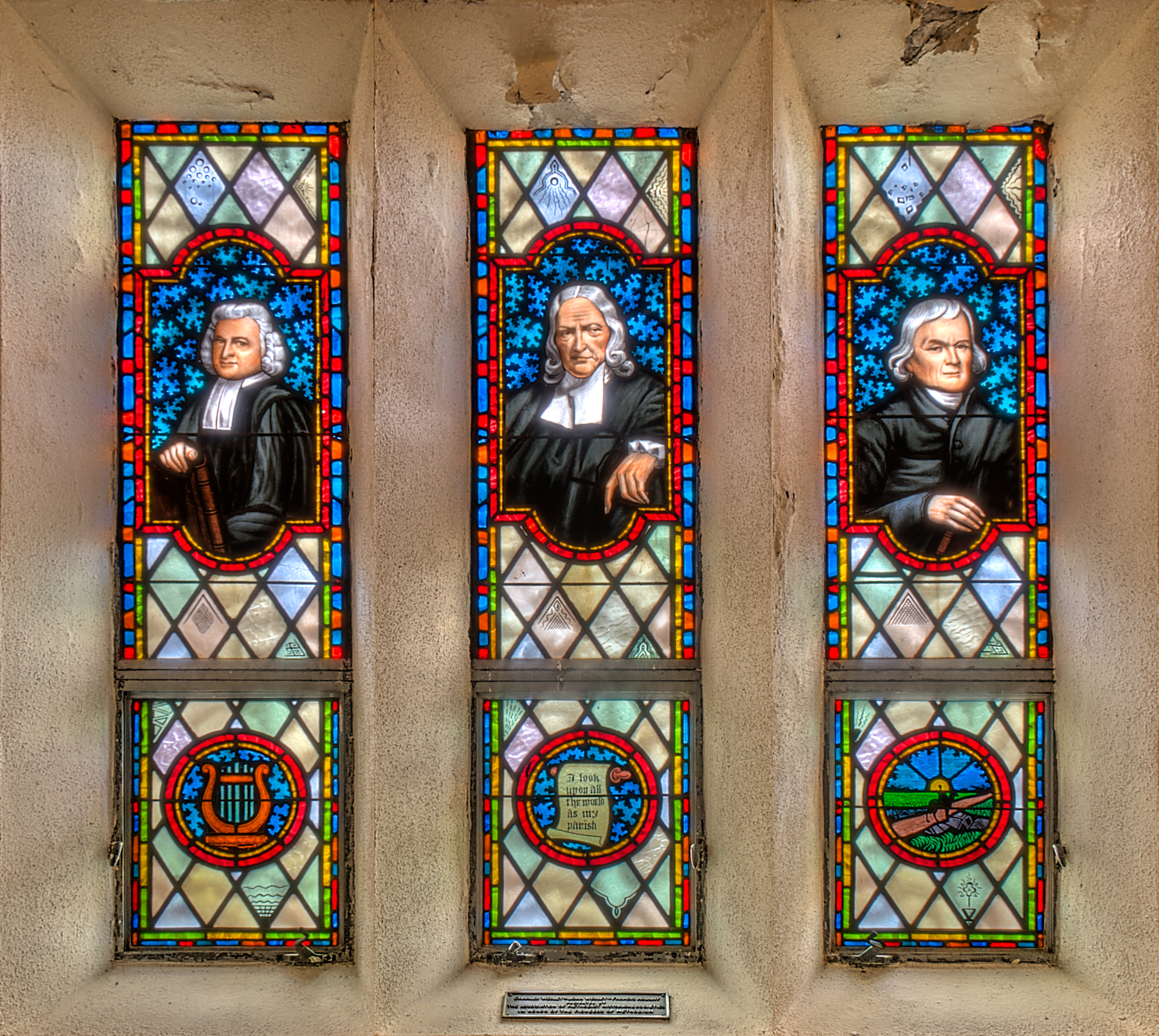
레이크 주날루스카에 있는 세 명의 감리교 목사인 찰스 웨슬리, 존 웨슬리, 프랜시스 애즈버리의 스테인드글라스

존 웨슬리는 주교직과 프레스비터직이 하나의 성직을 구성한다고 보았으며, 이는 알렉산드리아 교회의 고대 견해를 인용한 것이다. 교부 히에로니무스는 다음과 같이 썼다: "복음사가 마르코 때부터 헤라클라스와 디오니시우스의 주교 재임 기간까지 알렉산드리아에서는 프레스비터들이 자신들 중에서 뽑은 한 사람을 주교로 임명하여 더 높은 자리에 두었다. 마치 군대가 장군을 선출하거나 집사가 자신들 중에서 부지런하다고 아는 한 사람을 임명하여 수석 집사라고 부르는 것과 같다. 서품을 제외하고 주교에게 속하는 어떤 직무가 프레스비터에게도 속하지 않는가?" (서한 CXLVI). 따라서 존 웨슬리는 복음사가 마르코에 의해 설립된 알렉산드리아 교회의 주교 계승이 2세기 동안 오직 프레스비터들의 서품을 통해서만 유지되었으며 그 고대 교회에 의해 유효하다고 간주되었다고 주장했다.
런던 주교가 영국령 아메리카 식민지에서 성직자를 서품하는 것을 거부했기 때문에, 이는 비상사태를 초래했고, 그 결과 1784년 9월 2일, 웨슬리는 성공회 프리스트와 다른 두 장로의 도움을 받아 고대 알렉산드리아 관행에 따라 토마스 코크를 감독으로 서품했지만, 코크는 주교라는 칭호를 받아들였다.

오늘날 연합 감리 교회는 주교들이 프레스비터들 중에서 선출되기 때문에 이러한 고대 알렉산드리아 관행을 따른다: 감리교회 규율 ¶303에서는 "이 사역으로의 서품은 교회에 대한 하나님의 선물이다. 서품에서 교회는 성령의 권능을 받은 사람들을 통해 사도적 사역을 확언하고 계속한다"고 확언한다. 또한 이 관행을 지지하는 성경 구절로 디모데전서 4:14을 인용하는데, 다음과 같이 명시되어 있다: 
네 속에 있는 은사를 게을리하지 말라. 이것은 장로회에서 안수할 때 예언과 더불어 네게 주신 것이다.— 타르수스의 성 바울로, 제임스 왕역 성경

감리교회는 또한 교부들을 인용하여 이 주장을 웨슬리 사변형의 성스러운 전통이라는 다리로 뒷받침하는데, 그들 중 많은 이들이 이 견해에 동의한다.
앞서 언급된 주장 외에도, 1937년 영국 감리교회 연례 총회는 과거 교회의 "참된 연속성"이 "기독교 경험의 연속성, 한 성령의 선물 안에서의 교제; 한 주님에 대한 충성의 연속성, 메시지의 지속적인 선포; 사명의 지속적인 수용..." [오랜 사슬을 통해] "주님 자신의 동반자였던 첫 제자들... 이것이 우리의 사도전승 교리" [이는 주교나 장로의 공식적인 성직 계승에 의존하거나 보장되지 않으며], "오히려 사도적 진리에 대한 충실함"에 있다고 보았다.

### 기도
감리교는 "즉흥적이고 자발적인 기도의 봉헌"을 크게 강조해왔다. 이를 위해 많은 감리교회는 주일 저녁 예배와 주중 수요일 저녁 기도회 시간의 일부를 교인들이 기도 요청을 나누는 데 할애하며, 신앙과 기독교 생활 경험에 대한 개인적인 간증을 듣는 시간도 갖는다. 회중의 다양한 구성원들이 기도 요청을 표명하는 것을 들은 후, 교인들은 종종 중보기도를 위해 무릎을 꿇는다.
초기 감리교는 "거의 수도원적 엄격함, 규칙에 따른 생활, [그리고] 정해진 기도 시간"으로 유명했다. 이는 성공회 일과에서 매일의 기도 시간을 암송하는 전통을 물려받았으며, 감리교 신자들은 이를 기도하도록 기대되었다. 감리교의 첫 기도서인 감리교인들의 주일 예배는 아침 기도와 저녁 기도의 정해진 기도 시간을 포함했다. 이 예배는 초기 기독교에서 매일 지켜졌으며, 주일 (기독교)에는 성찬례가 예배에 포함되었다. 이후 감리교 전례서, 예를 들어 『감리교 예배서』 (1999)는 아침 기도와 저녁 기도를 매일 기도하도록 규정하고 있다; 연합 감리 교회는 교인들에게 일곱 정해진 기도 시간에 기도하는 것을 예수님의 제자가 되는 "필수적인 실천 중 하나"로 장려한다: 찬송가 (오전 6시), 제3시과 (오전 9시), 제6시과 (정오 12시), 제9시과 (오후 3시), 만과 (오후 6시), 종과 (오후 9시), 그리고 철야 (자정 12시)와 같이 전통적으로 기도해야 할 정해진 기도 시간을 포함한다. 일부 감리교 회중은 매일 아침 기도를 제공한다.

### 외적 성결
초기 감리교인들은 간소한 복장을 착용했으며, 감리교 성직자들은 "높은 머리장식, 주름 장식, 레이스, 금, 그리고 일반적으로 '값비싼 의복'"을 비난했다. 존 웨슬리는 감리교인들에게 매년 자신의 '옷차림에 대한 생각'을 읽도록 권했다. 그 설교에서 존 웨슬리는 감리교인들에게 다음과 같은 소망을 표현했다: "내가 죽기 전에, 퀘이커 회중만큼이나 단정하게 옷을 입은 감리교 회중을 보게 해 달라." 따라서 1858년 웨슬리안 감리교회 (미국)의 규율은 "우리는... 하나님을 경외하는 모든 이들에게 단정한 복장을 권고한다"고 명시했다. 감리교 부흥사인 피터 카트라이트는 초기 감리교인들이 단정한 복장을 착용하는 것 외에도 금요일에 금식하고, 금주하며, 경건하게 안식일을 지킴으로써 다른 사회 구성원들과 자신들을 구별했다고 말했다. 감리교 순회 설교자들은 육체 고행의 영적 훈련을 실천하는 것으로 알려져 있었다. 그들은 "새벽 일찍 일어나 홀로 기도했으며; 때로는 몇 시간 동안 음식이나 음료, 신체적 편안함 없이 무릎을 꿇고 있었다". 초기 감리교인들은 "카드 놀이, 경마, 도박, 극장 관람, 춤 (난장판과 무도회 모두), 닭싸움"을 포함한 "세속적인 습관"에 참여하지 않았으며 비난했다.
시간이 지나면서, 이러한 많은 관행들은 주류 감리교에서 점진적으로 완화되었지만, 절대금주주의와 금식과 같은 관행은 여전히 매우 권장되고 있으며, 현재의 도박 금지도 마찬가지이다. 보수 성결 운동의 교파들, 예를 들어 알레게니 웨슬리안 감리교회와 복음주의 웨슬리안 교회는 역사적인 감리교의 간소한 복장 관행의 정신을 계속해서 반영하며, "사치스러운 헤어스타일, 장신구—반지 포함—및 값비싼 의복을 어떤 이유로든 착용하는 것을 삼가"라고 권고한다. 독립 감리교회 연합은 여성 머리 덮개의 교회 규범을 계속 준수하며 "모든 헛된 뽐내기와 영광을 버리고" "겸손한 복장으로 자신을 단장할 것"을 규정한다. 미국 감리교회의 일반 규칙은 많은 감리교회의 교리적 기준 중 하나로, "하나님의 모든 규례에 참여"하는 것, 즉 "하나님의 공적인 예배"를 포함하며 "주의 날을 더럽히는 것, 즉 일반적인 일을 하거나 사고파는 행위를 금지"함으로써 주일 성수주의를 장려한다.

### 절대금주주의

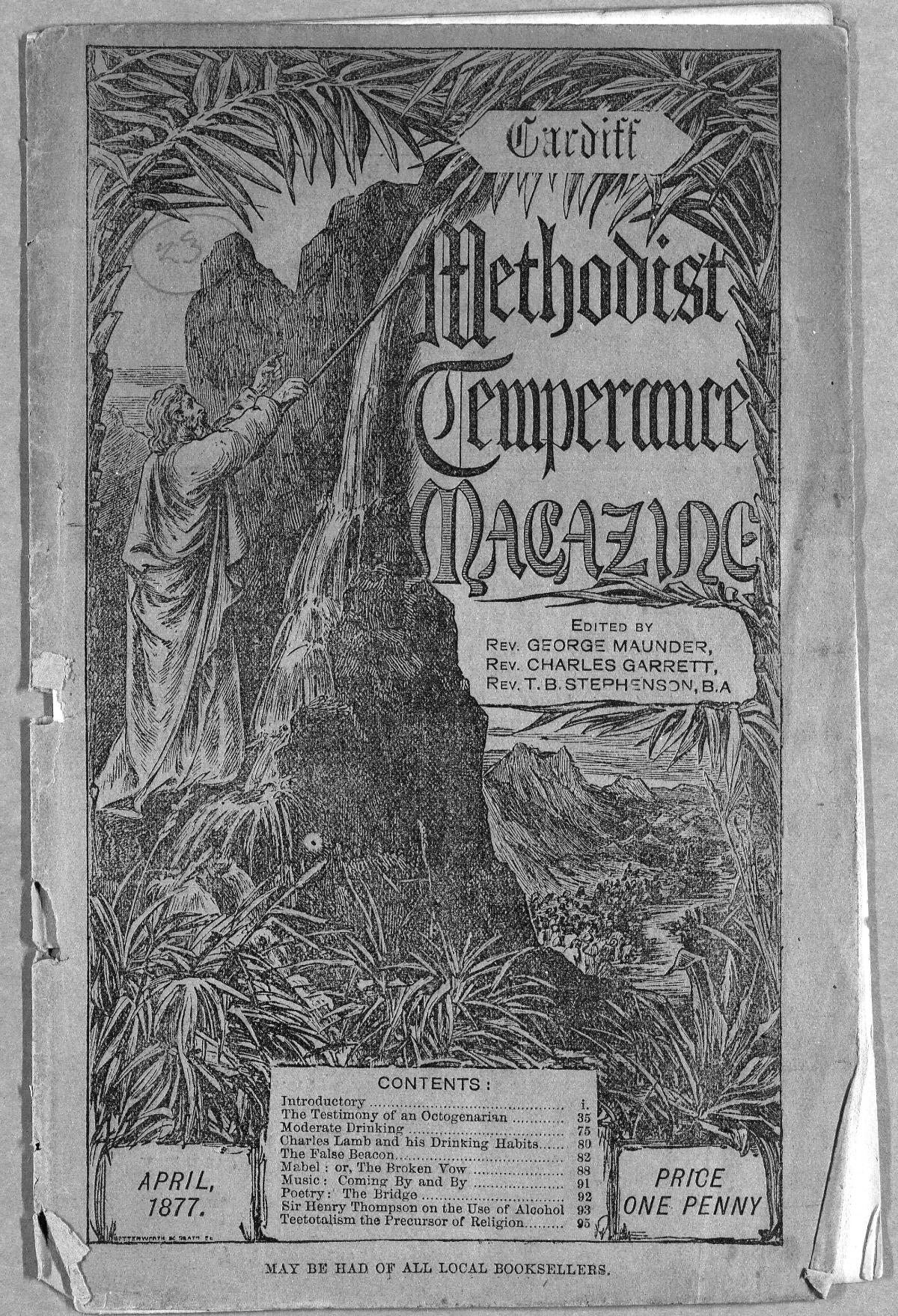
카디프, 웨일스의 웨슬리안 감리교회 (영국) 출판물인 감리교 절제 잡지

존 웨슬리는 "감리교의 전통적인 음료 알코올 금지 요구와 약물 사용에 대한 경고의 토대를 마련했다." 웨슬리는 주류를 "확실하지만 느린 독"이라고 언급하며, 그것을 파는 사람들을 지옥으로 이끄는 죄를 범한다고 비난했다. 감리교회는 전통적으로 금주 운동과 그 절대금주주의 요구와 연관되어 있다. 영국에서는 웨슬리안 감리교회 (영국)와 원시 감리교회 모두 절제주의를 옹호했다. 감리교 절제, 금지, 공중 도덕 위원회는 나중에 미국에서 이 운동을 더욱 발전시키기 위해 설립되었다. 2014년 알레게니 웨슬리안 감리교회 규율의 ¶91은 감리교인들의 전통적인 알코올 및 기타 약물 금지 요구 사항을 요약한다:
우리는 모든 취하게 하는 음료를 마시는 것을 모든 그리스도인의 의무로 믿는다. 우리는 사람들을 술 습관에서 구원하기 위해 도덕적 설득과 복음적 치유를 진심으로 지지한다. 우리는 이 악의 거래 측면을 억제하기 위해 법이 도덕적 수단의 부속물이 되어야 한다고 믿는다. 우리는 국가와 시민 각각이 이 악에 관하여 수행해야 할 엄숙한 책임과 의무를 가지고 있다고 믿는다. 우리는 국가가 거래를 허가하거나 세금을 부과하거나 수익을 얻는 어떤 법을 제정하는 것이 좋은 정부의 정책에 반하며, 국가를 거래와 거기서 발생하는 모든 악에 유죄적으로 연루시키고, 원칙적으로도 비성경적이며 죄악이므로 모든 그리스도인과 애국자가 반대해야 한다고 믿는다. 그러므로 우리는 주류 거래라는 거대한 악에 대한 유일하고 진정한 해결책은 그 완전한 억압이라고 믿는다; 그리고 우리의 모든 백성과 어디에 있는 참된 그리스도인들이 이 악에 반대하여 기도하고 투표해야 하며, 주류 거래의 이익을 위해 운영되는 정당에 의해 통제되거나 지지되어서는 안 된다고 믿는다.

### 단식
금식은 경건의 행위 중 하나로 여겨진다. 감리교의 주요 전례서인 감리교인들의 주일 예배 (존 웨슬리 편집)와 존 웨슬리의 『회중 모임을 위한 지침』 (1744년 12월 25일)은 금식과 예수의 십자가형을 기념하여 연중 모든 금요일에 고기를 삼가도록 규정하고 있다. 웨슬리 자신도 성찬 금식을 지켰으며, 성찬을 받기 전에 "하나님께 주의를 집중하기 위해" 금식했고, 다른 감리교 신자들도 그렇게 하도록 요청했다.

### 율법과 복음
존 웨슬리는 감리교 설교자들에게 율법과 복음을 모두 강조하도록 훈계했다:
의심할 여지 없이 둘 다 번갈아 설교되어야 한다; 아니, 둘 다 동시에, 또는 둘 다 하나로. 모든 조건부 약속들은 이것의 예시이다. 그것들은 율법과 복음이 혼합된 것이다. 이 모형에 따라, 나는 모든 설교자에게 끊임없이 율법을 설교하도록 권한다 — 복음의 정신으로 접목되고, 온화해지며, 활력을 얻은 율법. 나는 그에게 하나님의 모든 계명을 선언하고 설명하며 강조하도록 권한다. 그러나 동시에 모든 설교에서 (더 명시적일수록 좋다) 그리스도인에게 가장 중요하고 위대한 계명은 '주 예수 그리스도를 믿으라'는 것임을 선언하도록 권한다: 그리스도가 전부이며 우리의 지혜, 의로움, 성화, 그리고 구속이시다; 모든 생명, 사랑, 힘은 오직 그분에게서 오고, 모든 것은 믿음을 통해 우리에게 값없이 주어진다. 그리고 이렇게 설교된 율법은 항상 영혼을 밝히고 강하게 하며; 그것이 양육하고 가르치며; 그것이 믿는 영혼의 안내자, '양식, 약, 지지대'임이 발견될 것이다.

감리교는 모세에게 주어진 십계명인 의식법과 도덕법을 구별한다. 감리교 기독교에서 도덕법은 "우주의 근본적인 존재론적 원리"이며 "영원성에 기반을 두고", "하나님의 손가락으로 인간의 마음에 새겨졌다." 루터교회의 가르침과 대조적으로, 감리교회는 율법과 복음을 심오한 의미에서 함께 가져온다: "율법은 은혜이며, 이를 통해 우리는 삶이 어떻게 살도록 의도되었는지에 대한 좋은 소식을 발견한다." 감리교 전통의 아버지인 존 웨슬리는 다음과 같이 가르쳤다:
...율법과 복음 사이에는 전혀 모순이 없다; ...복음을 확립하기 위해 율법이 사라질 필요가 없다. 사실, 둘 중 어느 것도 다른 것을 대체하지 않고, 완벽하게 잘 어울린다. 심지어 똑같은 단어들이 다른 관점에서 볼 때 율법과 복음의 일부가 된다. 만약 그것들이 계명으로 간주된다면, 그것들은 율법의 일부이다; 만약 약속으로 간주된다면, 복음의 일부이다. 따라서 '너는 네 마음을 다하여 주 너의 하나님을 사랑하라'는 계명으로 간주될 때 율법의 한 부분이다; 약속으로 간주될 때 복음의 본질적인 부분이다—복음은 율법의 명령을 약속의 방식으로 제시하는 것 외에 다른 것이 아니기 때문이다. 따라서 영적 빈곤, 마음의 순결, 그리고 하나님의 거룩한 율법에 명령된 다른 모든 것은 복음적 관점에서 볼 때 수많은 위대하고 귀한 약속에 불과하다. 그러므로 율법과 복음 사이에는 생각할 수 있는 가장 긴밀한 연결이 있다. 한편으로 율법은 끊임없이 복음을 위한 길을 만들고 우리를 복음으로 이끈다; 다른 한편으로 복음은 끊임없이 우리를 율법의 더 정확한 성취로 이끈다.... 우리는 성경의 모든 명령이 단지 감추어진 약속일 뿐임을 더욱 관찰할 수 있다. (설교 25, "산상수훈, V," II, 2, 3)

### 주일 성수주의
초기 감리교인들은 "안식일을 경건하게 지키는" 것으로 유명했다. 그들은 "주일(主日)을 의무, 기쁨, 그리고 은총의 방도로 지키는 것"으로 여겼다. 감리교회의 일반 규칙은 "하나님의 모든 규례에 참석하는 것"을 요구하는데, 여기에는 "하나님께 드리는 공적인 예배"가 포함되며, "주의 날을 더럽히는 것, 즉 그날에 평범한 일을 하거나 사고파는 행위"를 금지한다. 영국의 초기 웨슬리안 감리교회 (영국)의 주일 성수주의 관행은 조나단 크로더가 『감리교의 초상』에서 묘사했다:
그들은 한 주의 첫날을 안식일로 지키는 것이 자신들의 의무라고 믿는다. 이것은 그리스도 이전에는 한 주의 마지막 날이었으나, 그의 부활 이후 한 주의 첫날로 바뀌었으며, 성경에서는 주님의 날이라 불리고, 기독교 안식일로서 세상 끝까지 계속되어야 한다. 그들은 이 날이 하나님에 의해, 그리고 그의 예배를 위해 긍정적, 도덕적, 영구적인 계명으로 구별되었다고 믿는다. 그리고 그들은 하나님께 예배를 위해 적절한 시간 비율을 구별하는 것이 신성한 제정뿐만 아니라 자연법에도 합당하다고 생각한다. ... 이 날은 주님께 거룩하게 지켜져야 하며, 남녀는 자신의 일을 정돈하고 마음을 준비하여, 그 날에 세상적인 일, 말, 생각에서 거룩한 안식을 가질 뿐만 아니라 경건의 공적 및 사적 의무를 수행하며 시간을 보내야 한다. 자비와 필요의 일이 아니면 이 날의 어떤 부분도 다른 방식으로 사용되어서는 안 된다. 이 날에 그들은 하나님을 예배하는 것이 자신들의 의무라고 믿으며, 형식적으로만 아니라 동시에 영과 진리로 예배해야 한다고 믿는다. 그러므로 그들은 기도와 감사, 성경 읽기와 묵상, 하나님의 말씀의 공개 설교 듣기, 시편, 찬송가, 영적인 노래 부르기, 기독교적 대화, 그리고 주 예수 그리스도의 죽음의 사랑을 기념하는 일에 몰두한다. ... 그리고 그들에게는 하나님이 매일, 사적으로 가정에서, 골방에서, 그리고 공중 집회에서 영으로 예배되어야 한다는 생각이 지배적이다.

## 웨슬리 신학을 지지하는 교회
감리교는 잉글랜드 국교회 내의 개혁 운동으로 시작하여 한동안 그렇게 남아 있었다. 이 운동은 "모교회"로부터 분리되어 미국에서는 감리교 감독교회로, 영국에서는 웨슬리안 감리교회 (영국)로 알려지게 되었다 (칼뱅주의 감리교회와 구별됨). 19세기 감리교 감독교회 내에서는 주로 노예 제도에 대한 태도 (교리적으로는 노예 제도에 대한 반대가 자비의 행위 중 하나임에도 불구하고)를 놓고 많은 분열이 발생했다. 이러한 분열 중 일부는 20세기 초에 치유되었고, 많은 분열된 감리교 단체들이 1939년까지 통합하여 미국 감리교회를 형성했다. 1968년, 감리교회는 급진적 경건주의 복음주의 연합 형제회와 합병하여 연합 감리 교회를 형성했는데, 이는 미국에서 가장 큰 감리교회이다. 다른 단체로는 아프리카 감리교 감독교회, 아프리카 감리교 시온 교회, 기독교 감리교 감독교회, 회중 감리교회, 복음주의 감리교회, 자유 감리교회, 글로벌 감리교회, 성결 감리교회, 감리교 개신교회, 원시 감리교회, 그리고 남부 감리교회가 있다. 또한 독립 감리교회 연합과 같은 다양한 독립 감리교 협회들도 있다.
19세기 미국에서는 완전 성화교리의 본질을 두고 이견이 발생했다. 완전 성화가 순간적으로 일어날 수도 있고, 점진적 성화가 기독교 완전으로 이어질 수도 있다고 믿는 사람들은 주류 감리교회에 남았다; 그러나 다른 사람들은 완전 성화의 즉각적인 본성을 강하게 강조했다. 후자의 사상은 성결 운동으로 알려지게 되었고, 이를 지지하는 많은 사람들은 주류 감리교 (예: 애즈버리 신학교)에 남았지만, 다른 사람들은 자유 감리교회, 하나님의 교회 (성결), [[하나님의 교회 (앤더슨)], 기독교 연합 교회, 그리고 나중에 순례 성결 교회와 합병하여 오늘날 존재하는 웨슬리안 교회를 형성한 웨슬리안 감리교회를 포함한 다양한 성결 교회를 시작했다. 또한 경쟁적인 오순절 운동을 거부했던 다른 성결 단체들은 합병하여 나사렛 교회를 형성했다. 구세군은 초기 감리교에 뿌리를 둔 또 다른 웨슬리 성결 단체이다. 구세군 창립자 캐서린과 윌리엄 부스는 윌리엄이 감리교 개혁 교회 목사였을 때 복음 전도와 사회 활동을 강조하기 위해 이 단체를 설립했다.
알레게니 웨슬리안 감리교회, 성경 감리교회, 복음주의 감리교회 총회, 복음주의 웨슬리안 교회 및 독립 감리교회 연합과 같은 보수 성결 운동의 교파들은 19세기와 20세기에 나타나 외적 성결, 간소한 복장, 그리고 절제를 포함한 초기 감리교의 엄격한 기준을 옹호했다.

## 타 종교와의 관계
존 웨슬리의 이슬람교에 대한 발언은 잘 알려져 있다. 웨슬리는 성경적 계시를 "하나님의 책"으로 여기는 그의 신념을 바탕으로 기독교가 이슬람보다 우월하다고 생각했다. 그의 기독교에 대한 신학적 해석은 다른 아브라함 종교와 동양 종교들을 동등하게 고려하기보다는 그 의무를 추구하는 것이었다. 그는 종종 무슬림의 생활 방식을 집단적 기독교 양심을 자극하는 "소를 찌르는 막대기"로 여겼다 (사도행전 9:5 참조). 더 나아가, 그의 영국 중심주의와 일반적인 평신도 설교는 미래의 감리교회들이 다른 세계 종교들과 갈등하게 만들었다.

## 같이 보기
- 감리교의 성인
- 성찬 § 감리교

## 내용주 및 각주

### 참고 자료
- Bounds, Christopher. T. (2011). 《How are People Saved? The Major Views of Salvation with a Focus on Wesleyan Perspectives and their Implications》. 《Wesley and Methodist Studies》 (영어) 3. 31–54쪽. doi:10.5325/weslmethstud.3.2011.0031. JSTOR 42909800. S2CID 171804441.
- Cracknell, Kenneth; White, Susan J. (2005). 《An introduction to world Methodism》 (영어). New York: Cambridge University Press.
- Elwell, Walter A. (2001). 《Evangelical Dictionary of Theology》 (영어). Grand Rapids, MI: Baker Publishing Group. ISBN 9781441200303.
- Grider, J. Kenneth (1982). 《The Nature of Wesleyan Theology》 (PDF). 《Wesleyan Theological Journal》 (영어) 17. 43–57쪽.
- Sayer, M. James (2006). 《The Survivor's Guide to Theology》 (영어). Grand Rapids, MI: Zondervan.
- Wynkoop, Mildred Bangs (1967). 《Foundations of Wesleyan-Arminian Theology》 (영어). Kansas City, MO: Beacon Hill Press.

## 더 읽어보기
- Rothwell, Mel-Thomas; Rothwell, Helen (1998). 《A Catechism on the Christian Religion: The Doctrines of Christianity with Special Emphasis on Wesleyan Concepts》. 니콜라스빌: Schmul Publishing Co. ISBN 0880193867.
- 《A Catechism Prepared Especially for the Members of the Evangelical Wesleyan Church》. 쿠퍼스타운: LWD Publishing. 2014.
- Black, Brian (2023). 《Properly Defining Sin》. 미들버그: Heritage Publications.
- 윌리스 손턴 주니어, 『급진적 의로움』
- 윌리스 손턴 주니어, 『보수 성결 운동: 역사적 평가』
- 스티브 하퍼, 『하늘로 가는 길: 존 웨슬리에 따른 복음』
- 케네스 J. 콜린스, 『구원에 관한 웨슬리』
- 케네스 J. 콜린스, 『구원의 성경적 길』
- 해럴드 린드스트롬, 『웨슬리와 성화』
- 토마스 C. 오든, 『존 웨슬리의 성경적 기독교』
- 애덤 클라크, 『클라크의 기독교 신학』
- 존 웨슬리, 『존 웨슬리 전집』 (베이커 북스, 2002)
- 후자르, 엘레노어, "아르미니우스주의" 『아메리카나 백과사전』 (댄버리, 1994).
- 아우틀러, 앨버트 C., "존 웨슬리" 『아메리카나 백과사전』 (댄버리, 1994).